# Ham Heung-chul
Ham Heung-chul (17 de novembro de 1930 - 11 de setembro de 2000) foi um futebolista e treinador sul-coreano que atuava como goleiro.

## Carreira
Ham Heung-chul fez parte do elenco da Seleção Sul-Coreana de Futebol, na Copa do Mundo de 1954.